# Tanto gentile e tanto onesta pare
Tanto gentile e tanto onesta pare è un sonetto di Dante Alighieri contenuto nel XXVI capitolo della Vita Nova, uno dei più chiari esempi dello stile della loda e della scuola stilnovista.

## Testo e parafrasi
la donna mia, quand'ella altrui saluta,

ch'ogne lingua devèn, tremando, muta,

e li occhi no l'ardiscon di guardare.

Ella si va, sentendosi laudare,

benignamente d'umiltà vestuta,

e par che sia una cosa venuta

da cielo in terra a miracol mostrare.

Mostrasi sì piacente a chi la mira

che dà per li occhi una dolcezza al core,

che 'ntender no la può chi no la prova; 

e par che de la sua labbia si mova

un spirito soave pien d'amore,

che va dicendo a l'anima: <<Sospira!>>.»
la mia donna, quando saluta altri,

che ogni lingua diviene, tremando, muta,

e gli occhi non hanno il coraggio di guardarla.

Lei procede, sentendosi lodare,

vestita benevolmente di umiltà,

e sembra che sia una creatura discesa

dal cielo sulla terra per mostrare un miracolo.

Si mostra così piacente a chi la guarda

che trasmette, tramite gli occhi, una dolcezza al cuore,

che non la può capire chi non la prova;

e sembra che dalle sue labbra esca

uno spirito soave pieno d'amore

che va dicendo all'anima: Sospira.»

## Analisi

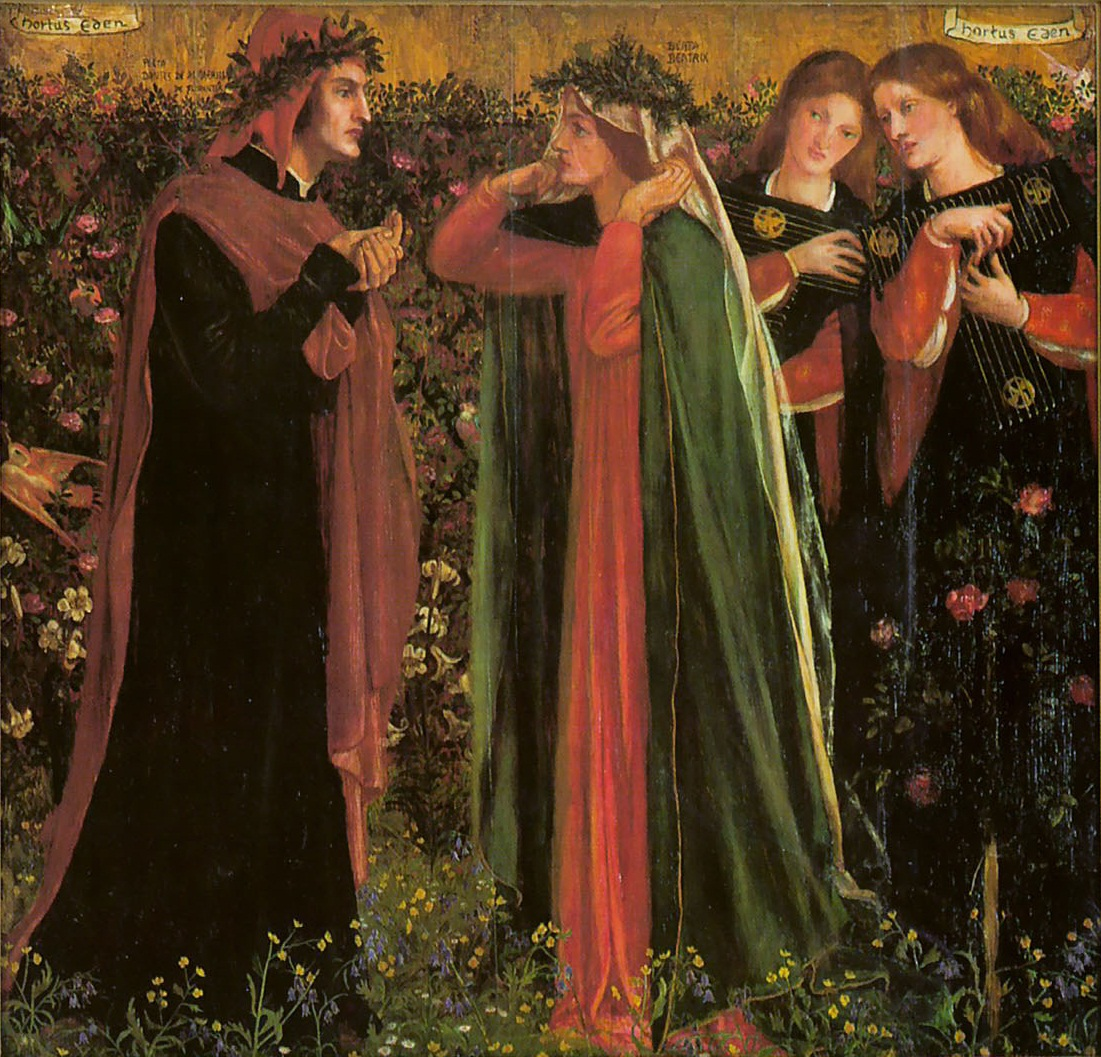
Dante Gabriel Rossetti, particolare del Saluto di Beatrice, dipinto ad olio con lamina dorata, 1859-1863, National Gallery of Canada, Ottawa.

### Contenutistica

#### Lo "Stilo della loda"
Il sonetto è densissimo di artifatti e pensieri propri dello stilnovismo, in 14 versi. Infatti, l'intero componimento è latore, in primo luogo, dell'elogio di Beatrice (non a caso il sonetto, posto nel cuore della Vita Nuova, costituisce il culmine dello stilo della loda, assieme al sonetto Vede perfettamente onne salute), grazie poi alla quale «erano onorate e laudate molte [altre donne]». Costei, grazie al saluto, dispensa la grazia salvifica, operando la redenzione e donando beatitudine agli uomini. 

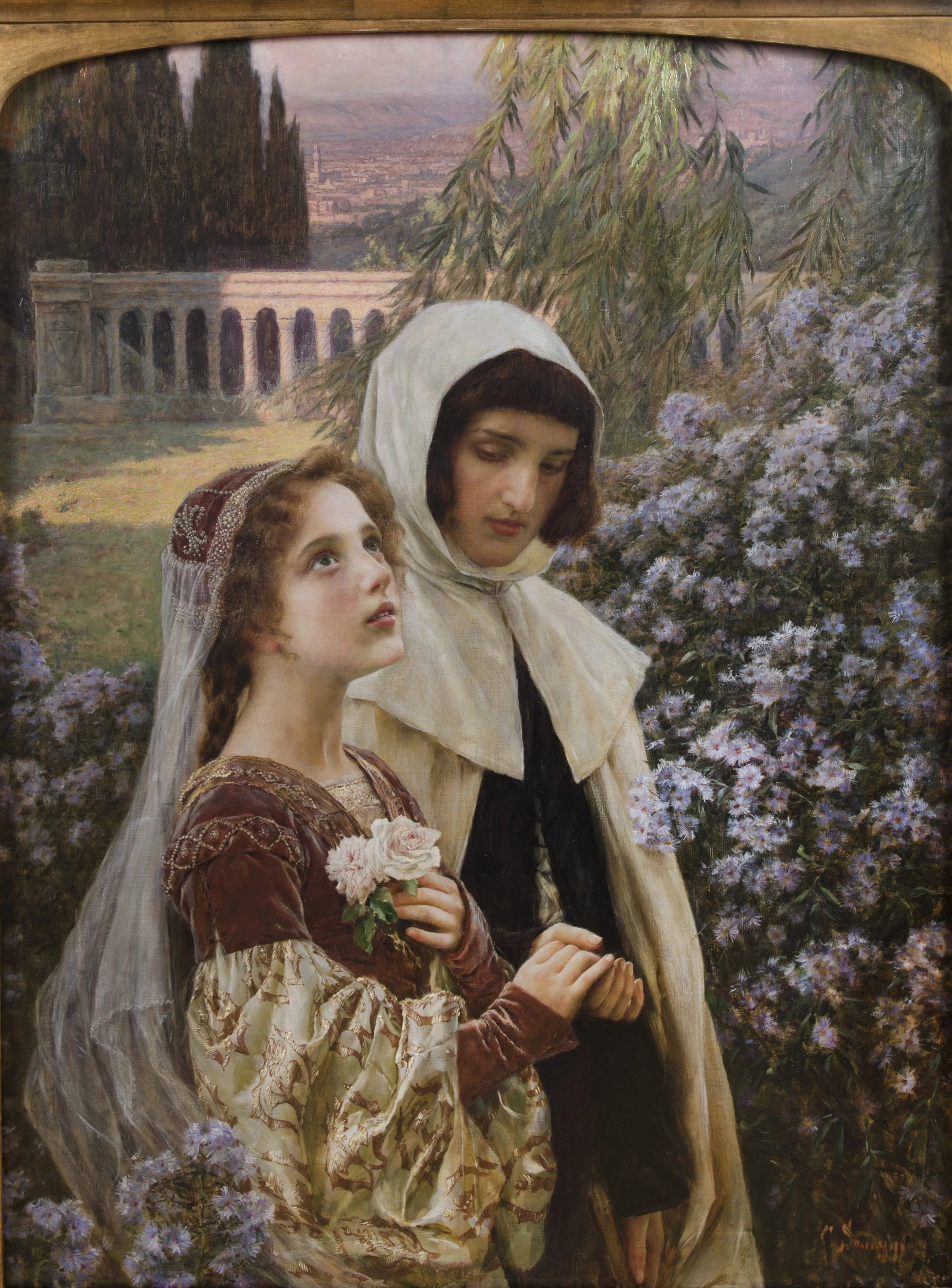
"Incipit vita nova", "Dante e Beatrice in giardino", opera del 1903 in stile preraffaellita di Cesare Saccaggi.

Non vi è alcuna fisicità nel sonetto, nessuna descrizione di Beatrice, vista e percepita da Dante sotto una luce puramente angelica: si allude, al massimo, a labbia, latinismo che Gianfranco Contini preferisce tradurre con "fisionomia" anziché con "volto", in quanto la considera una «traduzione meno imprecisa». Beatrice rappresenta quasi una emanazione di Dio (figura Christi), attraverso uno spirito soave che induce chiunque a sospirare al passaggio della gentilissima Beatrice.

#### La terminologia
Lo stilo della loda si avvale di una terminologia specifica, su cui si fonda l'intero impianto contenutistico del prosimetro dantesco:
1. Gentile e onesta (v. 1). I due attributi legati alla figura femminile hanno un significato diverso rispetto a quello attuale. La gentilezza, dagli echi provenzaleggianti[9], è il simbolo più elevato della nobiltà d'animo, status dei "fedeli d'amore" che si concretizza nell'ascesi spirituale e qualità imprescindibile per la poetica stilnovistica. Onesta, termine tratto dall'etimologia latina, bisogna intenderla come «piena di decoro, di dignitosa bellezza», denotando pertanto una compostezza di modi ed atteggiamenti che allude esplicitamente alla virtù salvita femminile.[2] Sostanzialmente, i due termini sono sinonimi[10], andando a comporre una dittologia sinonimica.
2. Pare (v. 1). È «quasi la chiave dell'intero componimento»[6], in quanto è l'espressione dell'emozione soggettiva di chi la osserva[2]: il pare dantesco, pertanto, non denota un'impressione fugace, bensì indica che Beatrice manifesta espressamente le proprie virtù a chiunque la miri.[2]
3. Donna mia (v. 2), rimando terminologico della lirica cortese[11], ove "donna" deriva dal latino domina[2], determinando un soggiogamento del corteggiatore nei confronti dell'amata, in un vincolo che rimanda ai legami feudali[11].
4. Saluta (v. 2), guarda sopra.
5. vv. 3-4: il tremore della lingua e gli occhi intimoriti dalla sua presenza sovrannaturale sono topoi cavalcantiani (il sonetto Chi è questa che vèn, ch’ogn’om la mira, per l'esattezza[2]), ripresi poi nella prima terzina. Gli occhi, in quest'ultima, sono il canale attraverso cui l'azione celeste della donna angelo suscita la dolcezza al core[2].
6. laudare (v. 5): spia linguistica dello stilo della loda.
7. vestuta (v. 6): esempio di sicilianismo, incluso nella poesia in ragione del prestigio del cenacolo di poeti riunito attorno alla corte di Federico II di Svevia.
8. vv. 7-8: il distico indica la missione della donna angelo.
9. Piacente (v. 9), termine anche questo scevro del suo possibile significato (l'occitanico plazer), in quanto il termine assume il valore di bellezza, «attributo oggettivo in quanto [la donna] si palesa, 'fornita di bellezza'...»[12].
10. Spirito...va dicendo: Sospira (vv. 13-14). Dante rievoca la teoria cavalcantiana degli «spiriti vitali», secondo la quale gli organi del corpo sono animati da determinati principi vitali che, nell'economia della Vita Nova, svolgono principalmente la funzione di "preavvertire" il poeta dell'arrivo di Beatrice[13].

### Stilistica e linguistica
La dimensione contemplativa è costruita dal poeta attraverso le pause e gli accenti ritmici ben calibrati, che scandiscono il tempo di questa scena rarefatta. L'andamento è dolce, chiaro e perciò non difficile da comprendere, ricca di infiniti, participi e gerundi. Il tutto è facilitato anche dalla posizione delle rime, ottenute attraverso l'allineamento delle desinenze dei termini. Come già prima accennato, v'è la presenza della dittologia sinonimica tanto gentile e tanto onesta, la quale a sua volta racchiude l'anafora tanto, volta a sublimare le qualità di Beatrice. Le parole chiave (pare al verso 1; saluta al verso 2; laudare al verso 5) sono tutte poste in "posizione forte", cioè poste alla fine del verso per dar maggior rilievo. A livello lessicale, troviamo latinismi (onesta, labbia) e sicilianismi (vestuta). Dal punto di vista linguistico, infine, abbiamo un esempio della legge «Tobler-Mussafia»»: il Mostrasi (v. 9) presenta il riflessivo si in posizione clitica, cioè dopo il verbo.

## Struttura metrica
Il sonetto ha uno schema metrico ABBA-ABBA | CDE-EDC, pertanto le quartine sono caratteristiche rime incrociate, mentre le successive terzine sono rime simmetriche.